# Sint Paulusabdij (Utrecht)

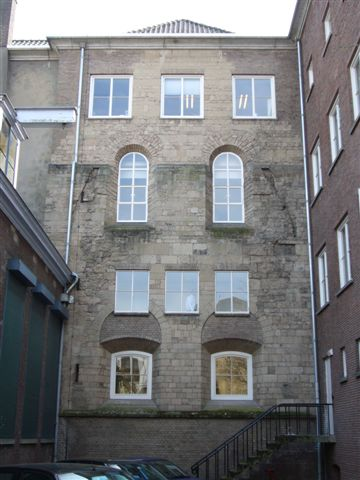
Die erhaltene Querhauswand der Abteikirche

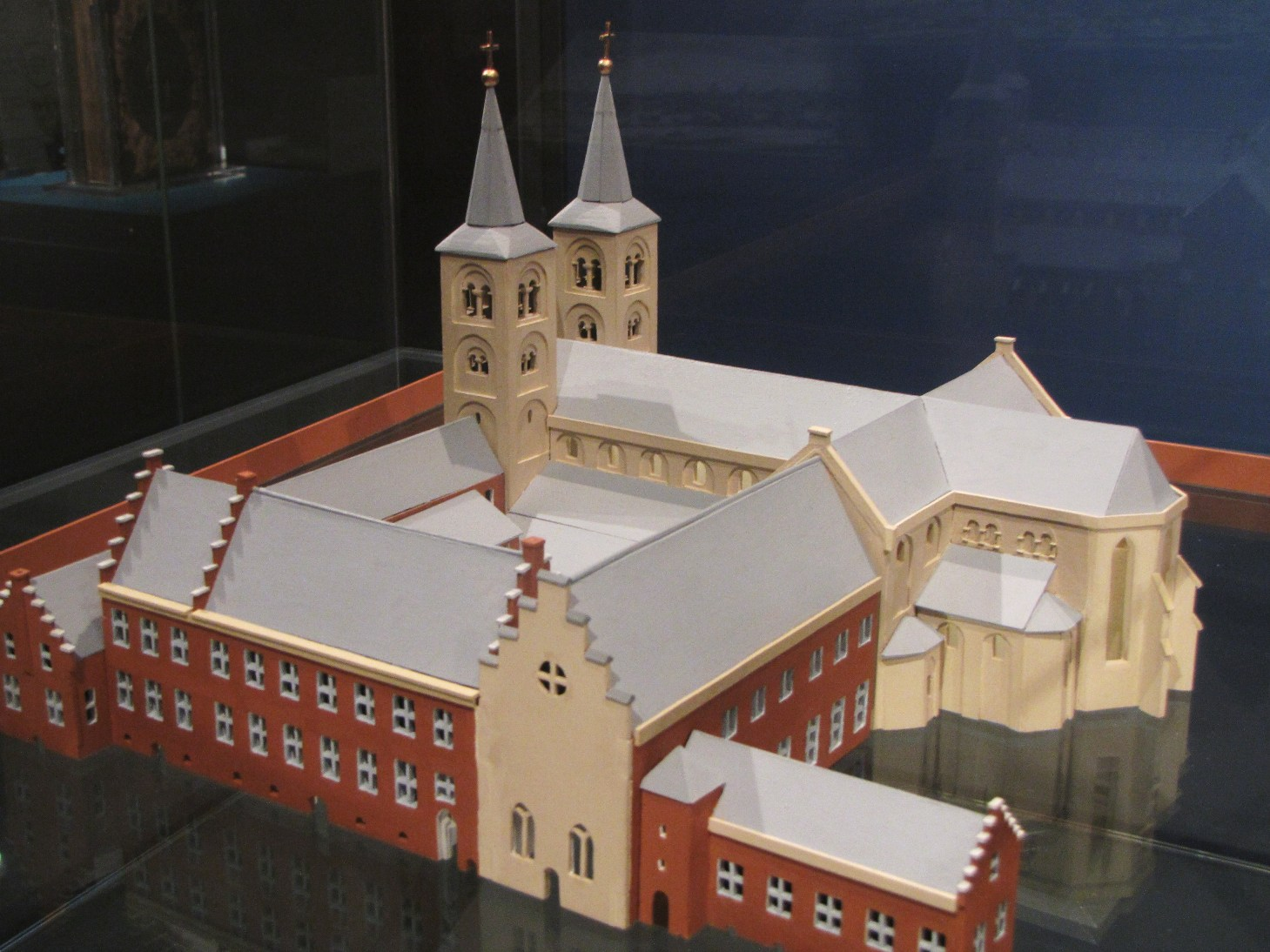
Modell der Abtei

Die Sint Paulusabdij (deutsch: Sankt-Paulus-Abtei) war eine Benediktiner-Abtei   in der niederländischen Stadt Utrecht in der gleichnamigen Provinz.

## Geschichte
Die Utrechter Abtei geht zurück auf eine Klostergründung durch Bischof Ansfried um 1000 in Hohorst bei Leusden. Um 1020 nahm die Gemeinschaft die Benediktsregel an. Unter Bischof Bernold wurde der Konvent in der ersten Hälfte des 11. Jahrhunderts nach Utrecht verlegt und südlich des Doms angesiedelt. Die dem Patrozinium des heiligen Apostel Paulus unterstellte Abteikirche konnte am 26. Juni 1050 geweiht werden. Die Kirche war architektonisch nah verwandt mit der Utrechter Pieterskerk. Sie war eine romanische, dreischiffige Pfeilerbasilika aus Tuffstein mit einer westlichen Zweiturmfassade. Im Zuge der Reformation wurde die Paulusabtei 1580 aufgehoben. Die Kirche wurde 1595 an das evangelisch gewordene Kapitel von Sint Salvator übergeben, dessen eigene Kirche 1587 abgebrochen worden war. Jedoch konnte dies den Sakralbau nicht langfristig retten. Das Langhaus wurde großteils 1707 niedergelegt, 1804 folgte der Chor. Sichtbar erhalten hat sich eine Querhauswand an der Straße Hofpoort.